# Художественный музей Нового Орлеана
Художественный музей в Новом Орлеане (англ. New Orleans Museum of Art, NOMA) — художественная галерея в американском городе Новый Орлеан (штат Луизиана), основанная в 1911 году как «Delgado Museum of Art»; расположен в городском парке и изначально финансировался за счет благотворительного гранта от местного филантропа и коллекционера Исаака Дельгадо (1839—1912); проводит временные выставки, включая произведения современного искусства.